# Cerapachys rufithorax
Cerapachys rufithorax är en myrart som beskrevs av Wheeler och Chapman 1925. Cerapachys rufithorax ingår i släktet Cerapachys och familjen myror. Inga underarter finns listade i Catalogue of Life.